# Szlovákia a 2002. évi téli olimpiai játékokon
Szlovákia az egyesült államokbeli Salt Lake Cityben megrendezett 2002. évi téli olimpiai játékok egyik részt vevő nemzete volt. Az országot az olimpián 10 sportágban 49 sportoló képviselte, akik érmet nem szereztek.

## Alpesisí
Férfi
| Versenyző       | Versenyszám            | 1. futam      | 1. futam      | 2. futam | 2. futam | Összesítés | Összesítés |
| Versenyző       | Versenyszám            | Idő           | Hely.         | Idő      | Hely.    | Idő        | Helyezés   |
| --------------- | ---------------------- | ------------- | ------------- | -------- | -------- | ---------- | ---------- |
| Ivan Heimschild | Lesiklás               |               |               |          |          | 1:46,36    | 47.        |
| Ivan Heimschild | Műlesiklás             | nem ért célba | nem ért célba | kiesett  | kiesett  | kiesett    | kiesett    |
| Ivan Heimschild | Óriás-műlesiklás       | nem ért célba | nem ért célba | kiesett  | kiesett  | kiesett    | kiesett    |
| Ivan Heimschild | Szuperóriás-műlesiklás |               |               |          |          | 1:27,74    | 28.        |
| Michal Rajčan   | Műlesiklás             | 52,73         | 29.           | 55,93    | 18.      | 1:48,66    | 19.        |

| Versenyző       | Versenyszám | Lesiklás | Lesiklás | Műlesiklás | Műlesiklás | Műlesiklás | Műlesiklás | Műlesiklás | Műlesiklás | Összesítés | Összesítés |
| Versenyző       | Versenyszám | Lesiklás | Lesiklás | 1. futam   | 1. futam   | 2. futam   | 2. futam   | Össz.      | Össz.      | Összesítés | Összesítés |
| Versenyző       | Versenyszám | Idő      | Hely.    | Idő        | Hely.      | Idő        | Hely.      | Idő        | Hely.      | Idő        | Helyezés   |
| --------------- | ----------- | -------- | -------- | ---------- | ---------- | ---------- | ---------- | ---------- | ---------- | ---------- | ---------- |
| Ivan Heimschild | Összetett   | 1:44,89  | 36.      | 52,72      | 26.        | 59,17      | 24.        | 1:51,89    | 24.        | 3:36,78    | 24.        |
| Michal Rajčan   | Összetett   | kizárták | kizárták | kiesett    | kiesett    | kiesett    | kiesett    | kiesett    | kiesett    | kiesett    | kiesett    |

Női
| Versenyző         | Versenyszám      | 1. futam      | 1. futam      | 2. futam | 2. futam | Összesítés | Összesítés |
| Versenyző         | Versenyszám      | Idő           | Hely.         | Idő      | Hely.    | Idő        | Helyezés   |
| ----------------- | ---------------- | ------------- | ------------- | -------- | -------- | ---------- | ---------- |
| Veronika Zuzulová | Műlesiklás       | nem ért célba | nem ért célba | kiesett  | kiesett  | kiesett    | kiesett    |
| Veronika Zuzulová | Óriás-műlesiklás | 1:20,54       | 40.*          | 1:18,09  | 29.      | 2:38,63    | 32.        |

* – egy másik versenyzővel azonos eredményt ért el

## Biatlon
Férfi
| Versenyző      | Versenyszám           | Lövőhiba    | Időeredmény | Helyezés |
| -------------- | --------------------- | ----------- | ----------- | -------- |
| Marek Matiaško | 10 km sprint          | 1 (0+1)     | 27:12,6     | 39.      |
| Marek Matiaško | 12,5 km üldözőverseny | 5 (2+0+2+1) | 37:26,0     | 43.      |
| Marek Matiaško | 20 km egyéni          | 4 (1+0+1+2) | 57:37,8     | 52.      |

Női
| Versenyző                                                                                     | Versenyszám         | Lövőhiba    | Időeredmény | Helyezés |
| --------------------------------------------------------------------------------------------- | ------------------- | ----------- | ----------- | -------- |
| Tatiana Kutlíková                                                                             | 7,5 km sprint       | 5 (3+2)     | 25:18,3     | 64.      |
| Martina Jašicová-Schwarzbacherová-Halinárová                                                  | 7,5 km sprint       | 0 (0+0)     | 22:11,9     | 13.      |
| Martina Jašicová-Schwarzbacherová-Halinárová                                                  | 10 km üldözőverseny | 2 (0+0+2+0) | 33:26,4     | 18.      |
| Martina Jašicová-Schwarzbacherová-Halinárová                                                  | 15 km egyéni        | 2 (0+1+0+1) | 48:47,5     | 9.       |
| Soňa Mihoková                                                                                 | 7,5 km sprint       | 1 (0+1)     | 22:32,1     | 21.      |
| Soňa Mihoková                                                                                 | 10 km üldözőverseny | 3 (1+0+2+0) | 33:57,4     | 21.      |
| Soňa Mihoková                                                                                 | 15 km egyéni        | 3 (0+1+1+1) | 50:00,7     | 14.      |
| Anna Murínová                                                                                 | 7,5 km sprint       | 1 (1+0)     | 23:10,0     | 35.      |
| Anna Murínová                                                                                 | 10 km üldözőverseny | 3 (1+1+0+1) | 35:14,6     | 35.      |
| Anna Murínová                                                                                 | 15 km egyéni        | 5 (1+2+2+0) | 54:39,2     | 53.      |
| Marcela Pavkovčeková                                                                          | 15 km egyéni        | 4 (1+0+3+0) | 52:03,7     | 33.      |
| Martina Jašicová-Schwarzbacherová-Halinárová Anna Murínová Marcela Pavkovčeková Soňa Mihoková | 4 × 7,5 km váltó    | 1+8         | 1:30:11,5   | 5.       |

## Bob
Férfi
| Versenyző                                                       | Versenyszám | 1. futam | 1. futam | 2. futam | 2. futam | 3. futam | 3. futam | 4. futam | 4. futam | Összesítés | Összesítés |
| Versenyző                                                       | Versenyszám | Idő      | Hely.    | Idő      | Hely.    | Idő      | Hely.    | Idő      | Hely.    | Idő        | Helyezés   |
| --------------------------------------------------------------- | ----------- | -------- | -------- | -------- | -------- | -------- | -------- | -------- | -------- | ---------- | ---------- |
| Milan Jagnešák Róbert Kresťanko                                 | Kettes      | 49,00    | 30.      | 48,96    | 30.      | 49,28    | 30.      | 48,87    | 29.      | 3:16,11    | 30.        |
| Milan Jagnešák Braňo Prieložný Marián Vanderka Róbert Kresťanko | Négyes      | 47,80    | 24.      | 47,88    | 24.      | 51,10    | 29.      | 48,64    | 22.      | 3:15,42    | 24.        |

## Északi összetett
| Versenyző     | Versenyszám        | Síugrás | Síugrás | Síugrás    | Sífutás | Sífutás | Összesítés | Összesítés |
| Versenyző     | Versenyszám        | Pont    | Hely.   | Időhátrány | Idő     | Hely.   | Idő        | Helyezés   |
| ------------- | ------------------ | ------- | ------- | ---------- | ------- | ------- | ---------- | ---------- |
| Michal Pšenko | Normálsánc + 15 km | 232,0   | 14.*    | +2:58      | 43:08,2 | 42.     | 46:06,2    | 38.        |
| Michal Pšenko | Nagysánc + 7,5 km  | 92,4    | 36.     | +1:58      | 18:09,3 | 38.     | 20:07,3    | 39.        |

* – egy másik versenyzővel azonos eredményt ért el

## Jégkorong

### Férfi
| Szlovák nemzeti férfi jégkorongcsapat-játékoskeret | Szlovák nemzeti férfi jégkorongcsapat-játékoskeret | Szlovák nemzeti férfi jégkorongcsapat-játékoskeret | Szlovák nemzeti férfi jégkorongcsapat-játékoskeret | Szlovák nemzeti férfi jégkorongcsapat-játékoskeret | Szlovák nemzeti férfi jégkorongcsapat-játékoskeret | Szlovák nemzeti férfi jégkorongcsapat-játékoskeret |
| #                                                  | Név                                                | Poszt                                              | Magasság                                           | Súly                                               | Kor                                                | Klub                                               |
| -------------------------------------------------- | -------------------------------------------------- | -------------------------------------------------- | -------------------------------------------------- | -------------------------------------------------- | -------------------------------------------------- | -------------------------------------------------- |
| 25                                                 | Ján Lašák                                          | K                                                  | 184                                                | 91                                                 | 1979. április 10. (22 évesen)                      | Milwaukee Admirals                                 |
| 29                                                 | Pavol Rybár                                        | K                                                  | 181                                                | 84                                                 | 1971. október 12. (30 évesen)                      | HC Slovan Bratislava                               |
| 31                                                 | Rastislav Staňa                                    | K                                                  | 186                                                | 82                                                 | 1980. január 10. (22 évesen)                       | Richmond Renegades                                 |
| 4                                                  | Peter Smrek                                        | V                                                  | 183                                                | 98                                                 | 1979. február 16. (22 évesen)                      | New York Rangers                                   |
| 5                                                  | Jaroslav Obšut                                     | V                                                  | 186                                                | 95                                                 | 1976. szeptember 3. (25 évesen)                    | Colorado Avalanche                                 |
| 11                                                 | Dušan Milo                                         | V                                                  | 176                                                | 85                                                 | 1973. március 5. (28 évesen)                       | HKM Zvolen                                         |
| 17                                                 | Ľubomír Višňovský                                  | V                                                  | 177                                                | 83                                                 | 1976. augusztus 11. (25 évesen)                    | Los Angeles Kings                                  |
| 22                                                 | Ivan Majeský                                       | V                                                  | 194                                                | 104                                                | 1976. szeptember 2. (25 évesen)                    | Ilves Tampere                                      |
| 41                                                 | Richard Lintner                                    | V                                                  | 19                                                 | 94                                                 | 1977. november 15. (24 évesen)                     | MoDo                                               |
| 50                                                 | Richard Pavlikovský                                | V                                                  | 181                                                | 89                                                 | 1975. március 3. (26 évesen)                       | HV 71                                              |
| 15                                                 | Jozef Stümpel                                      | T                                                  | 19                                                 | 100                                                | 1972. július 20. (29 évesen)                       | Boston Bruins                                      |
| 18                                                 | Miroslav Šatan                                     | T                                                  | 188                                                | 89                                                 | 1974. október 22. (27 évesen)                      | Buffalo Sabres                                     |
| 19                                                 | Rastislav Pavlikovský                              | T                                                  | 18                                                 | 90                                                 | 1977. március 2. (24 évesen)                       | HV 71                                              |
| 23                                                 | Ľuboš Bartečko                                     | T                                                  | 181                                                | 92                                                 | 1976. július 14. (25 évesen)                       | Atlanta Thrashers                                  |
| 24                                                 | Ján Pardavý                                        | T                                                  | 18                                                 | 89                                                 | 1971. szeptember 8. (30 évesen)                    | Djurgårdens IF                                     |
| 26                                                 | Michal Handzuš                                     | T                                                  | 188                                                | 90                                                 | 1977. március 11. (24 évesen)                      | Phoenix Coyotes                                    |
| 30                                                 | Richard Kapuš                                      | T                                                  | 182                                                | 91                                                 | 1973. február 9. (29 évesen)                       | HC Slovan Bratislava                               |
| 33                                                 | Žigmund Pálffy                                     | T                                                  | 175                                                | 80                                                 | 1972. május 5. (29 évesen)                         | Los Angeles Kings                                  |
| 38                                                 | Pavol Demitra                                      | T                                                  | 18                                                 | 82                                                 | 1974. november 29. (27 évesen)                     | St. Louis Blues                                    |
| 39                                                 | Róbert Petrovický                                  | T                                                  | 181                                                | 81                                                 | 1973. október 26. (28 évesen)                      | HC Ambri-Piotta                                    |
| 42                                                 | Richard Šechný                                     | T                                                  | 196                                                | 103                                                | 1971. október 19. (30 évesen)                      | HKM Zvolen                                         |
| 72                                                 | Jaroslav Török                                     | T                                                  | 182                                                | 88                                                 | 1971. december 1. (30 évesen)                      | HKM Zvolen                                         |
| 81                                                 | Marian Hossa                                       | T                                                  | 19                                                 | 90                                                 | 1979. január 12. (23 évesen)                       | Ottawa Senators                                    |
| Vezetőedző: Ján Filc                               | Vezetőedző: Ján Filc                               | Vezetőedző: Ján Filc                               | Vezetőedző: Ján Filc                               | Vezetőedző: Ján Filc                               | 1953. február 19. (48 évesen)                      | 1953. február 19. (48 évesen)                      |

- Posztok rövidítései: K – Kapus, V – Védő, T – Támadó
- Kor: 2002. február 9-i kora

#### Eredmények
Selejtező
A csoport
| Csapat      | M | Gy | V | D | G+ | G– | Gk | P |
| ----------- | - | -- | - | - | -- | -- | -- | - |
| Németország | 3 | 3  | 0 | 0 | 10 | 3  | +7 | 6 |
| Lettország  | 3 | 1  | 1 | 1 | 11 | 12 | −1 | 3 |
| Ausztria    | 3 | 1  | 2 | 0 | 7  | 9  | −2 | 2 |
| Szlovákia   | 3 | 0  | 2 | 1 | 8  | 12 | −4 | 1 |

| 2002. február 9. | Németország (GER) | 3 – 0 (0–0, 0–2, 0–1) | Szlovákia | E Center, West Valley City Nézőszám: 8504 |

|  |  |  |  |  |
|  |  |  |  |  |
|  |  |  |  |  |
|  |  |  |  |  |

| 2002. február 10. | Lettország (LAT) | 6 – 6 (2–2, 2–4, 2–0) | Szlovákia | E Center, West Valley City Nézőszám: 8377 |

|  |  |  |  |  |
|  |  |  |  |  |
|  |  |  |  |  |
|  |  |  |  |  |

| 2002. február 12. | Szlovákia (SVK) | 2 – 3 (1–1, 1–1, 0–1) | Ausztria | E Center, West Valley City Nézőszám: 8362 |

|  |  |  |  |  |
|  |  |  |  |  |
|  |  |  |  |  |
|  |  |  |  |  |

A 13. helyért
| 2002. február 14. | Szlovákia (SVK) | 7 – 1 (1–0, 2–0, 4–1) | Franciaország | Peaks Ice Arena, Provo Nézőszám: 5956 |

|  |  |  |  |  |
|  |  |  |  |  |
|  |  |  |  |  |
|  |  |  |  |  |

| Csapat    | Helyezés |
| --------- | -------- |
| Szlovákia | 13.      |

## Műkorcsolya
| Versenyző                          | Versenyszám | Rövid program     | Rövid program | Rövid program | Kűr               | Kűr   | Kűr         | Összesítés         | Összesítés |
| Versenyző                          | Versenyszám | Több. hely. száma | Hely.         | Hely. pont.   | Több. hely. száma | Hely. | Hely. pont. | Helyezési pontszám | Helyezés   |
| ---------------------------------- | ----------- | ----------------- | ------------- | ------------- | ----------------- | ----- | ----------- | ------------------ | ---------- |
| Zuzana Babiaková                   | Női egyéni  | 5×20+             | 20.           | 10,0          | 5×20+             | 21.   | 21,0        | 31,0               | 21.        |
| Oljga Beständigová Jozef Beständig | Páros       | 6×17+             | 17.           | 8,5           | 6×17+             | 17.   | 17,0        | 25,5               | 17.        |

## Rövidpályás gyorskorcsolya
Férfi
| Versenyző  | Versenyszám | Előfutam | Előfutam | Negyeddöntő | Negyeddöntő | Elődöntő | Elődöntő | B döntő | B döntő | Döntő   | Döntő   | Helyezés |
| Versenyző  | Versenyszám | Idő      | Hely.    | Idő         | Hely.       | Idő      | Hely.    | Idő     | Hely.   | Idő     | Hely.   | Helyezés |
| ---------- | ----------- | -------- | -------- | ----------- | ----------- | -------- | -------- | ------- | ------- | ------- | ------- | -------- |
| Matúš Užák | 500 m       | 44,499   | 3.       | kiesett     | kiesett     | kiesett  | kiesett  | kiesett | kiesett | kiesett | kiesett | 24.      |
| Matúš Užák | 1000 m      | 2:17,608 | 4.       | kiesett     | kiesett     | kiesett  | kiesett  | kiesett | kiesett | kiesett | kiesett | 29.      |
| Matúš Užák | 1500 m      | 2:22,557 | 4.       |             |             | kiesett  | kiesett  | kiesett | kiesett | kiesett | kiesett | 19.      |

## Sífutás
| Versenyző       | Versenyszám | Eredmény  | Helyezés |
| --------------- | ----------- | --------- | -------- |
| Martin Bajčičák | 15 km       | 39:39,4   | 24.      |
| Martin Bajčičák | 30 km       | 1:16:08,5 | 32.      |
| Martin Bajčičák | 50 km       | 2:13:07,9 | 12.      |
| Bátory Iván     | 15 km       | 39:32,0   | 21.      |
| Bátory Iván     | 50 km       | 2:17:25,2 | 25.      |

| Versenyző       | Versenyszám              | 10 km klasszikus | 10 km klasszikus | 10 km szabad | 10 km szabad | Helyezés |
| Versenyző       | Versenyszám              | Idő              | Hely.            | Időhátrány   | Idő          | Helyezés |
| --------------- | ------------------------ | ---------------- | ---------------- | ------------ | ------------ | -------- |
| Martin Bajčičák | 10 + 10 km üldözőverseny | 27:06,9          | 23.              | +0:59        | 27:30,0      | 50.      |
| Bátory Iván     | 10 + 10 km üldözőverseny | 26:57,2          | 16.              | +0:50        | 25:05,7      | 25.      |

Női
| Versenyző           | Versenyszám | Eredmény | Helyezés |
| ------------------- | ----------- | -------- | -------- |
| Jaroslava Bukvajová | 10 km       | 31:50,5  | 46.      |

| Versenyző           | Versenyszám            | 5 km klasszikus | 5 km klasszikus | 5 km szabad | 5 km szabad | Helyezés |
| Versenyző           | Versenyszám            | Idő             | Hely.           | Időhátrány  | Idő         | Helyezés |
| ------------------- | ---------------------- | --------------- | --------------- | ----------- | ----------- | -------- |
| Jaroslava Bukvajová | 5 + 5 km üldözőverseny | 14:42,9         | 58.             | kiesett     | kiesett     | kiesett  |

## Snowboard
Parallel giant slalom
| Versenyző   | Versenyszám | Selejtező | Selejtező | Nyolcaddöntő                | Negyeddöntő       | Elődöntő          | Döntő             | Helyezés |
| Versenyző   | Versenyszám | Idő       | Hely.     | Ellenfél Eredmény           | Ellenfél Eredmény | Ellenfél Eredmény | Ellenfél Eredmény | Helyezés |
| ----------- | ----------- | --------- | --------- | --------------------------- | ----------------- | ----------------- | ----------------- | -------- |
| Jana Šedová | Női         | 42,92     | 14.       | Lidia Trettel (ITA) · +2,11 | kiesett           | kiesett           | kiesett           | 14.      |

## Szánkó
| Versenyző                | Versenyszám | 1. futam | 1. futam | 2. futam | 2. futam | 3. futam | 3. futam | 4. futam | 4. futam | Összesítés | Összesítés |
| Versenyző                | Versenyszám | Idő      | Hely.    | Idő      | Hely.    | Idő      | Hely.    | Idő      | Hely.    | Idő        | Helyezés   |
| ------------------------ | ----------- | -------- | -------- | -------- | -------- | -------- | -------- | -------- | -------- | ---------- | ---------- |
| Ľubomír Mick             | Férfi egyes | 47,207   | 42.      | 46,333   | 35.      | 45,803   | 31.      | 46,475   | 38.      | 3:05,818   | 35.        |
| Jaroslav Slávik          | Férfi egyes | 45,104   | 18.      | 45,017   | 13.      | 44,762   | 15.      | 45,180   | 19.      | 3:00,063   | 16.        |
| Veronika Sabolová        | Női egyes   | 44,021   | 15.      | 44,113   | 24.      | 43,947   | 19.      | 44,231   | 24.      | 2:56,312   | 21.        |
| Ľubomír Mick Walter Marx | Kettes      | 43,248   | 6.       | 43,458   | 10.      |          |          |          |          | 1:26,706   | 9.         |